# M827
Pocisk przeciwpancerny M827 – amerykański pocisk typu APFSDS – podkalibrowy z rdzeniem ze zubożonego uranu i oddzielającym się po strzale płaszczem, stosowany jako amunicja w czołgowych armatach gładkolufowych kaliber 120 mm. Prędkość wylotowa 1650 m/s, masa naboju 19,7 kg, długość 890 mm. Pomimo że pocisk przeszedł pomyślnie testy celności trafienia i przebijalności pancerza, armia zrezygnowała z jego produkcji na rzecz nowszego pocisku M829.